# Mourad Benhammou
Pour les articles homonymes, voir Benhammou.
Vous pouvez aider à l'améliorer ou bien discuter des problèmes sur sa page de discussion.
- Il ne cite pas suffisamment ses sources. Vous pouvez indiquer les passages à sourcer avec {{référence nécessaire}} ou {{Référence souhaitée}}, et inclure les références utiles en les liant aux notes de bas de page. (Marqué depuis janvier 2021)
- Son texte doit être wikifié : il ne correspond pas à la mise en forme Wikipédia (style, typographie, liens internes, liens entre les wikis, etc.). (Marqué depuis janvier 2021)
- Il cherche trop à mettre son sujet en valeur en recourant immodérément au name dropping. Modifiez l'article pour lui faire adopter un ton neutre. (Marqué depuis janvier 2021)
- Il n’est pas rédigé dans un style encyclopédique. (Marqué depuis janvier 2021)

- Archive Wikiwix
- Bing
- Cairn
- DuckDuckGo
- E. Universalis
- Gallica
- Google
- G. Books
- G. News
- G. Scholar
- Persée
- Qwant
- (zh) Baidu
- (ru) Yandex
- (wd) trouver des œuvres sur Wikidata

Mourad Benhammou, né en 1969 à Paris, est un batteur et compositeur français de Jazz. Il dirige le quintet des Jazz Workers depuis 2004.

## Biographie
Né en 1969 à Paris, Mourad Benhammou est un batteur autodidacte de jazz. Il découvre le jazz à l'âge de 15 ans. Toujours respectueux de l'héritage des anciens, il apprend en écoutant les maîtres, Elvin Jones au sein du quartet de John Coltrane, puis les batteurs du hard bop tels que Philly Joe Jones. Il commence dans sa carrière dans la région havraise au contact de musiciens comme Gilles Roussel, Sylvain Roulois, Pierre Touquet, Marc Germain, Luc Leboisselier. Il rencontre Philippe Maté, alors directeur du Jazz Union Porte-Océane (JUPO) qu'il avait créé en 1889 : il joue régulièrement dans le quartet de Philippe Maté quartet entre 1990 et 1993 (notamment à l'occasion de concerts donnés au Jardin d'acclimatation de Paris). En 1992, il commence à jouer dans les clubs parisiens avec, en autres, René Urtreger, François Chassagnite, Michel Graillier, Jimmy Slide, Paul Bollenback. En 1995, il rencontre Sunny Murray avec qui il participe à des sessions de travail qui lui permettent d'approfondir des styles plus ouverts comme le Free Jazz. En 1996, il rencontre Xavier Richardeau qui contribue à l'introduire un peu plus sur la scène parisienne : il joue sur l'album Hit and Run (2002) du saxophoniste baryton. En 1996, il propose un hommage à Thelonious Monk avec Alain Jean-Marie et Jean Bardy. A cette époque, il est également sur les traces de Sun Ra et monte le groupe Interplanetary Music Orchestra, un orchestre de 9 musiciens comprenant entre autres Steve Potts et Alexandre Tassel : ceci se concrétise par la sortie de son premier disque en tant que leader en 1998. En 1999, il intègre le quartet de David El Malek avec Baptiste Trotignon (CD Café des Arts, 1998) et le nonette Nine Spirit de Raphaël Imbert pour un projet en hommage à la musique sacrée de Duke Ellington.
Passionné par l’histoire du jazz, Mourad Benhammou part en 2004 pour les États-Unis où il entame une série d’entretiens avec des batteurs légendaires de la scène bop. À New York, il rencontre Louis Hayes, Grassella Oliphant et surtout Walter Perkins, qui deviendra pour lui un mentor. De sa rencontre avec Walter Perkins naît un nouveau projet, Mourad Benhammou and the Jazzworkers quintet qu'il forme avec Fabien Mary (trompette), David Sauzay (saxophones et flûte), Pierre Christophe (piano), et Fabien Marcoz à la contrebasse. Cette formation produit un hard-bop dans l'esthétique de Blue Note Records.
Avec son jeu très ancré dans la tradition du hard bop, il travaille souvent avec certains jazzmen qui ont marqué la musique de cette époque : Barry Harris, Frank Morgan, Mandy Gaynes, James Spaulding, Joe Cohn, Hal Singer, Ricky Ford, David Murray, Doug Raney, Butch Warren, Junior Mance… Il a joué également avec la chanteuse Champion Fulton. En France, il a joué avec Maurice Vander, Alain Jean-Marie, Steve Potts… Il joue régulièrement depuis près de 20 ans avec Fabien Mary, David Sauzay, Pierre Christophe, Hugo Lippi, William Chabbey, Raphaël Imbert… Il fait partie du projet A Love Supreme de ce dernier.
En 2021, selon Jazz Magazine, il est « l'un des meilleurs batteurs actuels dans le domaine du bop et du hard bop ».

## Discographie

### En tant que leader ou coleader
- 1998 : Suite, Mourad Benhammou and the Interplanetary Jazz Orchestra
- 2006 : Peark's snare, Jazzworkers Quintet
- 2010 : Smart Set, Jazzworkers Quintet
- 2016 : March of the Siamese Children, Jazzworkers Quintet

### En tant que sideman
Avec David El Malek
- 1998 : Café des Arts (live)

Avec Christophe Leloil septet
- 1999 : Shaw time

Avec Maxime Blésin quintet
- 1999 : Maxime Blésin quintet
- 2001 : Bowling ball

Avec Banneville Sauzay
- 2000 : Ensemble

Avec Hugo Lippi
- 2000 : Jazz à Yport
- 2007 : Who cares
- 2013 : Up through the years, Hugo Lippi trio

- Avec Hildegarde Wanzlawe
- 2000 : Live au tempo
- 2003 : No detour ahead

Avec David Sauzay
- 2001 : Black Mamba
- 2009 : Real blue
- 2010 : Open highway
- 2017 : Playing with

Avec Fabien Mary
- 2002 ': Twilight
- 2005 : Chess
- 2008 : Four and four, Fabien Mary octet
- 2010 : + one, Fabien Mary quartet
- 2018 : Left arm blues, Fabien Mary octet

Avec Xavier Richardeau
- 2002 : Hit and run

Avec Pierre Christophe trio
- 2003 : Byard by us
- 2006 : Down with it, James Spaulding & Pierre Christophe trio
- 2009 : Byard by us, vol 2
- 2009 : Byard & more
- 2010 : Frozen tears
- 2015 : Valparaiso, Pierre Christophe quartet

Avec Wajdi Cherif
- 2006 : Jasmine

Avec William Chabbey
- 2006 : Après la nuit
- 2008 : At home
- 2015 : A new day
- 2018 : Three ways to a soul

Avec Madhav Chari
- 2009 : Parisian throughfare

Avec Peter Moritz
- 2009 : You
- 2019 : Aegean mood

Avec Butch Warren
- 2011 : French quintet

Avec Jérôme Etcheberry Hoozee Foozee Band
- 2011 : Ecce Berry

Avec Aurore Voilqué quartet
- 2011 : Violin Moods

Avec Jeremy Bruger trio
- 2013 : Jubilation
- 2016 : Reflections
- 2020 : Moods

Avec Bernard Hertrich
- 2013 : Lou's fantasy

Avec Tom McClung
- 2014 : Burning bright

Avec Nico Missim Labyrinth quartet
- 2014 : Labyrinth et autres routes

Avec Matasoshi Shoji
- 2015 : Paris serenade

Avec Gilles Repond quintet
- 2015 : Melody larceny

Avec Esaie Cid Quartet
- 2016 : Maybe next year

Avec Cédric Cheaveau
- 2016 : It's only a paper moon

Avec Lisa Lindsley
- 2016 : Long after midnight, Lisa Lindsley and the Mourad Benhammou quartet
- 2017 : Wouldn't it be lovely, Lisa Lindsley & la belle époque

Avec Larry Browne
- 2016 : Leap year

Avec Patricia Bonner
- 2016 : A song for you

Avec Laurent Marode nonet
- 2017 : This way please

Avec Nicholas Thomas 4
- 2021 : Plays the music of Hank Jones